# Stefano Dante
Pour les articles homonymes, voir Dante (homonymie).
Stefano Dante (né le 25 mai 1970 à Mariano Comense, dans la province de Côme, en Lombardie) est un coureur cycliste italien.

## Palmarès

### Palmarès amateur
- 1989
  - Targa Santacroce
- 1990
  - Targa del Centenario
  - 3e du Trophée Matteotti amateurs
  - 3e de la Piccola Tre Valli Varesine
- 1991
  - Trophée Bastianelli
  - Coppa Papà Espedito
  - 2e du Grand Prix San Giuseppe
- 1992
  - Grand Prix San Giuseppe
  - Coppa Caduti Nervianesi
- 1993
  - Circuito Pievese
  - 2e du Grand Prix San Giuseppe
- 1994
  - 3ea étape du Tour de Bavière
  - 6e étape du Tour de Basse-Saxe
  - Trophée Gaetano Santi
  - Gran Premio F.lli Bindi
  - Tour de Lombardie amateurs
  - Coppa del Mobilio (contre-la-montre)
  - 2e du Grand Prix San Giuseppe
  - 3e du Grand Prix Industrie del Marmo
- 1995
  - Coppa Fiera di Mercatale
  - Circuito Pievese
  - Coppa del Mobilio (contre-la-montre)
  - 2e du Trofeo Banca Popolare di Vicenza

### Palmarès professionnel
- 1996
  - Circuit des Mines :
    - Classement général
    - 3e et 7e (contre-la-montre) étapes

  - 2e du Grand Prix Mendrisio
  - 3e de la Clásica de Alcobendas

## Résultats sur le Tour d'Espagne
2 participations
- 1996 : 111e
- 1997 : abandon